# Rubén Ceja
Rubén Ceja Ramos (* 1940; † 29. Januar 2017) war ein mexikanischer Fußballspieler auf der Position eines Stürmers.

## Laufbahn
Ceja begann seine Laufbahn beim Club Deportivo Guadalajara, mit dem er in der Saison 1960/61 den Meistertitel gewann.
Weil Ceja auf der Position des Mittelstürmers spielte und es keine Möglichkeit gab, den überragenden Salvador Reyes zu verdrängen, kam Ceja nur in zwei Ligaspielen zum Einsatz. Dabei erzielte er aber immerhin ein wichtiges Tor: den Führungstreffer zum 1:0 beim Stadtrivalen Club Deportivo Oro am 6. Juli 1960 (Endstand 1:1). Außerdem bestritt Ceja 5 Spiele um die Copa México und erzielte am 10. März  1960 im Achtelfinalhinspiel der Copa México 1959/60 beide Tore zum 2:1-Sieg gegen den Club León. Mit seinem Führungstreffer 3 Tage später ebnete er auch den Weg zum 3:1-Sieg im Rückspiel.
Mitte der 1960er-Jahre spielte Ceja beim Zweitligisten Jabatos Nuevo León, mit dem er die Saison 1965/66 der Segunda División punktgleich mit dem Club Deportivo Tampico auf dem Spitzenplatz beendet hatte. Somit wurde ein Entscheidungsspiel um den Aufstieg in die höchste Spielklasse erforderlich, das am 26. Dezember 1965 ausgetragen wurde und das die Jabatos mit 2:1 zu ihren Gunsten entschieden. Zu diesem Erfolg steuerte Ceja einen Treffer bei.

## Erfolge
- Mexikanischer Meister: 1961